# Лемойн (Небраска)
Лемойн (англ. Lemoyne) — переписна місцевість (CDP) в США, в окрузі Кейт штату Небраска. Населення — 44 особи (2020).

## Географія
Лемойн розташований за координатами 41°16′36″ пн. ш. 101°48′48″ зх. д. / 41.27667° пн. ш. 101.81333° зх. д. (41.276644, -101.813356).  За даними Бюро перепису населення США в 2010 році переписна місцевість мала площу 1,32 км², уся площа — суходіл.

## Демографія
Згідно з переписом 2010 року, у переписній місцевості мешкали 82 особи в 45 домогосподарствах у складі 30 родин. Густота населення становила 62 особи/км².  Було 157 помешкань (119/км²).
Расовий склад населення:
| - 96,3 % — білих - 1,2 % — корінних американців |

До двох чи більше рас належало 2,4 %. Частка іспаномовних становила 1,2 % від усіх жителів.
За віковим діапазоном населення розподілялося таким чином: 6,1 % — особи молодші 18 років, 45,1 % — особи у віці 18—64 років, 48,8 % — особи у віці 65 років та старші. Медіана віку мешканця становила 64,8 року. На 100 осіб жіночої статі у переписній місцевості припадало 110,3 чоловіків;  на 100 жінок у віці від 18 років та старших — 97,4 чоловіків також старших 18 років.
Цивільне працевлаштоване населення становило 22 особи. Основні галузі зайнятості: транспорт — 59,1 %, мистецтво, розваги та відпочинок — 40,9 %.